# Фронтален изглед към Паметника на незнайния войн
„Фронтален изглед към Паметника на незнайния войн“ (на английски: Front Elevation for a Monument to the Unknown Soldier) е картина от малтийския скулптор и художник Антонио Скиортино от 1917 г.
Картината е нарисувана с акварел и гваш и е с размери 64,5 x 220,5 cm. Изображнието е сред първите варианти на замисляния паметник на незнайния войн в Лондон.
Тя е от колекцията на Националния музей за изящни изкуства в Ла Валета, Малта.